# Scott Handley
Scott Handley (* 16. Januar 1975 in Oxford) ist ein ehemaliger englischer Squashspieler.

## Karriere
Scott Handley begann seine Profikarriere 1995 und gewann neun Titel auf der PSA World Tour. Seine höchste Platzierung in der Weltrangliste erreichte er mit Rang 41 im Februar 2000. 2002 stand er nach erfolgreicher Qualifikation im Hauptfeld der Weltmeisterschaft. Im fünften Satz musste er gegen Mansoor Zaman verletzungsbedingt aufgeben.

## Erfolge
- Gewonnene PSA-Titel: 9